# 輸出自主規制
輸出自主規制（ゆしゅつじしゅきせい、英: Voluntary export restraint）は、輸出を自主的に抑制する貿易政策。英語の頭文字をとってVERと表記したり、「輸出ビザ」と表現されることもある。

## 概要
輸出「自主」規制であるとは言え、通常は、輸入国からの政治的圧力によって行われる。輸出国が、輸入割当や関税などの保護主義的政策をとられるよりは自主的に輸出を制限した方が得策であると判断したときに行われる。理論的には、不完全競争市場、特に寡占市場では、輸出を自主的に制限することで輸出企業が追加的な便益を得ることができる。輸出自主規制が政府間の協定によるものであれば、輸出マネジメント・ルール、交渉権、貿易フローを監督することを求める市場秩序維持協定（英：Orderly market sales arrangements）を伴う。
輸出自主規制は、輸入国が輸出財のタイプ、輸出国、輸出の数量について制限を加え、輸出国がそれに従うことで行われる。関税及び貿易に関する一般協定（GATT）の下では、通常の環境下では政府が貿易相手国の輸出量に制限を加えることを規制している。輸出規制は、非差別的でなければならず、関税などを通じて行われなければならないと定められている。しかし、実際には政府が輸出自主規制にどれくらい関わっているのかは明瞭ではない。さらに、輸出自主規制が行われる基準も明瞭ではない。

## 歴史
輸出自主規制は、少なくとも1930年代から行われており、繊維、靴、鉄鋼、機械、自動車などの品目で行われてきた。1980年代には、日本からアメリカへの輸出に関して、多くの輸出自主規制が行われた。1994年のウルグアイ・ラウンドでは、世界貿易機関の加盟国は、向こう40年間、輸入国1国につき1産業という例外を除き、輸出自主規制を行わないことに同意している。

## 運用方法
以下の2つの運用方法がある。
1. 一方向的輸出制限（英：Unilateral automatic export restriction）は、輸出国が財の数量に輸出割当を設定することである。輸出国の政府によって、非関税障壁として規定され、公表されることもある。輸出企業は輸出割当を獲得するために輸出ライセンスの申請を行わなければならない。
2. 協定に基づく輸出制限（英：Agreement automatic export restrictions）は、輸出国政府と輸入国政府が「市場秩序維持協定」などの協定を結ぶことによって行われる輸出規制である。1986年9月のウルグアイ・ラウンドの交渉では、非関税障壁をなす重要な貿易障壁の1つとしてこの輸出自主規制が議論され、GATTの第19条によって協定に基づく輸出制限は禁止されている。

## 1981年の自動車のケース
1981年、アメリカが日本からの自動車の輸入を制限する目的で日本の輸出自主規制が行われ、年間の輸出台数の上限が168万台に設定された。この割当制限は、設定から3年後の1984年4月に撤廃するつもりで導入された。しかし、アメリカの日本に対する貿易赤字の拡大と、国内の製造業関係者からの強い圧力によって、割当制限は1年延長された。この上限は185万台に緩和され、さらに1985年には230万台に緩和された。そして、1994年に撤廃された。
日本の自動車産業は生産事業所をアメリカに移転することで対応した。移転先は主に、北部のラストベルトではなく、労働権確立法が存在する南部であった。ラストベルトに移植組立工場を持つマツダや三菱は、アメリカの自動車メーカーと合弁企業を作らなければならなかった。輸出自主規制によって、日本の自動車会社は限られた台数しか輸出できなくなったため、一台あたりの利潤を増加させるために品質改善を行った。その結果、ホンダ、トヨタ、日産などの大規模企業は輸出自主規制によって利潤を増大させたと言われている。そして、アキュラ、レクサス、インフィニティなどの高級車部門を設置することにつながった。